# Sloane Square Station
Sloane Square Station er en London Underground-station på Sloane Square i Chelsea-distriktet i bydelen Kensington and Chelsea. Den betjenes af District og Circle lines og ligger mellem South Kensington og Victoria. Den er i takstzone 1.
Stationens indgang er på den østlige side af Sloane Square overfor Royal Court Theatre. Det er den nærmeste station på shoppinggaden King's Road, stormagasinet Peter Jones og Cadogan Hall.

## Historie
Stationen blev åbnet den 24. december 1868 af Metropolitan District Railway (nu District line), da jernbanens første etape åbnede mellem South Kensington og Westminster Stationer.
Anlægget af stationen blev kompliceret af at grunden blev krydet af floden Westbourne, der løb gennem Hyde Park som Serpentine-søen, og blev oprindeligt krydset af Knight's Bridge på Knightsbridge. Floden blev ført over perronerne i et stort jernrør, der blev båret af bærebjælkerne, og her er den stadig i dag.
MDR havde forbindelse til Metropolitan Railway (MR, senere Metropolitan line) ved South Kensington og, selvom de to selskaber var rivaler, kørte hvert selskab deres tog på det andet selskabs spor i en fælles service, kaldet "Inner Circle".
Den 1. februar 1872 åbnede MDR en nordgående afgrening fra sin station ved Earl's Court for forbindelse til West London Extension Joint Railway (WLEJR, nu West London Line), hvilket der var forbindelse til ved Addison Road (nu Kensington (Olympia)). Fra denne dag begyndte "Outer Circle"-tog at køre på MDR's spor. Betjeningen blev kørt af North London Railway (NLR) fra sin endestation på Broad Street (nu nedrevet) i City of London via North London Line til Willesden Junction, herfra West London Line til Addison Road og MDR til Mansion House – MDR's nye østlige endestation.
Fra 1. august 1872 begyndte "Middle Circle"-tog også kørsler gennem Westminster fra Moorgate langs MR's spor på den nordlige side af Inner Circle til Paddington, herfra på Hammersmith & City Railway (H&CR)-spor til Latimer Road, videre, via en nu fjernet forbindelse, til West London Line til Addison Road og MDR til Mansion House. Betjeningen blev kørt i fællesskab mellem H&CR og MDR.
Den 30. juni 1900, blev Middle Circle-togene indstillet mellem Earl's Court og Mansion House. Den 31. december 1908 indstillede Outer Circle-togene ligeledes kørsel på MDR's spor.
I slutningen af 1930'erne blev stationsbygningen ombygget i en moderne stil, og der blev installeret rulletrapper mellem billethallen og perronerne. Den nye stationsbygningen holdt dog ikke længe, da det meste af den blev ødelagt under 2. verdenskrig. En tysk luftbombe i november 1940 dræbte 36 og beskadigede 79 passagerer på et tog på stationen og ødelagde billethallen, rulletrapper og glastaget, der overdækkede sporene.
I 1949 kørte Metropolitan line Inner Circle-ruten, og den fik sin egen identitet på netværkskort som Circle line. I 1951 blev stationen blevet genopbygget igen, i en stil, der lignede bygnignen fra 1930'erne. Det buede glastag blev ikke erstattet, og i dag har stationen ikke den samme lyse, åbne atmosfære som den havde oprindeligt. Kontorbygningen over stationsindgangen er en nyere tilføjelse.

## Bemærkelsesværdige begivenheder
Den 5. april 1960 begik Peter Llewelyn Davies, en af Llewelyn Davies-drengene, der var inspiration for drengene i J. M. Barries Peter Pan, or The Boy Who Wouldn't Grow Up, og der harmedes offentlighedens associering med karakteren opkaldt efter ham, selvmord ved at kaste sig under et tog, der var på vej ind på stationen.
Den 26. december 1973 eksploderede en terrorist en bombe i telefonkiosken i billetkontoret. Ingen kom til skade.

## Fremtid
Sloane Square var foreslået som stop på den længe foreslåede Chelsea-Hackney line, men i den nye fastlæggelse af linjeføringen fra 2007 var den droppet. Den vil dog muligvis genopstå i den næste fastlæggelse af ruten. Chelsea-Hackney line-perroner vil være underjordiske under de eksisterende Circle og District lines-spor.

## Transportforbindelser
London buslinjer 11, 170, 211 og natlinje N11 standser 15 minutters gang fra stationen. London buslinjerne 19, 22, 137, 319, 360, 452, C1 og natlinjerne N11, N22 og N137 passerer stationen.